# Andrew Riley

Andrew Riley

Andrew Riley (* 6. September 1988 im Saint Thomas Parish) ist ein jamaikanischer Hürdenläufer, der sich auf die 110-Meter-Distanz spezialisiert hat.
2011 erreichte er bei den Weltmeisterschaften in Daegu das Halbfinale, 2012 schied er bei den Olympischen Spielen in London im Vorlauf aus, und 2013 wurde er bei den Weltmeisterschaften in Moskau Achter.
2014 trat er bei den Hallenweltmeisterschaften in Sopot im Finale über 60 Meter Hürden nicht an und siegte bei den Commonwealth Games in Glasgow.

## Persönliche Bestzeiten
- 60 m (Halle): 6,57 s, 10. März 2012, Nampa
- 100 m: 10,02 s, 6. Juni 2012, Des Moines
- 60 m Hürden (Halle): 7,53 s, 11. Februar 2012, Fayetteville
- 110 m Hürden: 13,14 s, 6. Juli 2013, Saint-Denis